# Vägföreningen i Finland
Vägföreningen i Finland (finska: Suomen tieyhdistys) är en finländsk intresse-, samarbets- och sakkunnigorganisation för väg- och trafiksektorn som grundades 1917 och har sitt säte i Helsingfors. 
Föreningen har till ändamål att verka för att förbättra de finländska väg- och trafikförhållandena samt främja trafikekonomi och -effektivitet, trafiksäkerhet och trafikkultur. Föreningens verksamhet omfattar vägtrafiken och dess leder, d.v.s. landsvägarna, de enskilda vägarna och gatorna. Organisationen är Europas näst äldsta i sitt slag. Initiativtagare var överdirektören i Överstyrelsen för väg- och vattenbyggnaderna Karl Snellman. Föreningen bedriver informationsverksamhet bland annat genom publikationer (till exempel Tie- ja liikennelehti, grundad 1931) och genom vägkurser i olika delar av Finland. Det anordnar även ett årligt (sedan 1933, regelbundet sedan 1960) vintertrafikevenemang.